# Gynura
 Gynura  Cass., 1825 è un genere di piante angiosperme dicotiledoni della famiglia delle Asteraceae (sottofamiglia Asteroideae).

## Etimologia
L'etimologia del nome del genere deriva da due parole greche: "gyne" (= femmina) e "ura" (coda) e fa riferimento ai bracci stigmatici allungati dello stilo. Data la colorazione violacea delle foglie di alcune specie esse vengono indicate con il nome di velluto porporino.
Il nome scientifico del genere è stato definito dal botanico Alexandre Henri Gabriel de Cassini (1781-1832) nella pubblicazione " Dictionnaire des Sciences Naturelles, dans lequel on traite méthodiquement des différens êtres de la nature, considérés soit en eux-mêmes, d'aprés l'état actuel de nos connoissances, soit relativement à l'utilité quén peuvent retirer la médecine, l'agriculture, le commerce et les arts. Strasbourg. Edition 2" (  Dict. Sci. Nat., ed. 2. [F. Cuvier] 34: 391 (-392) ) del 1825.

## Descrizione

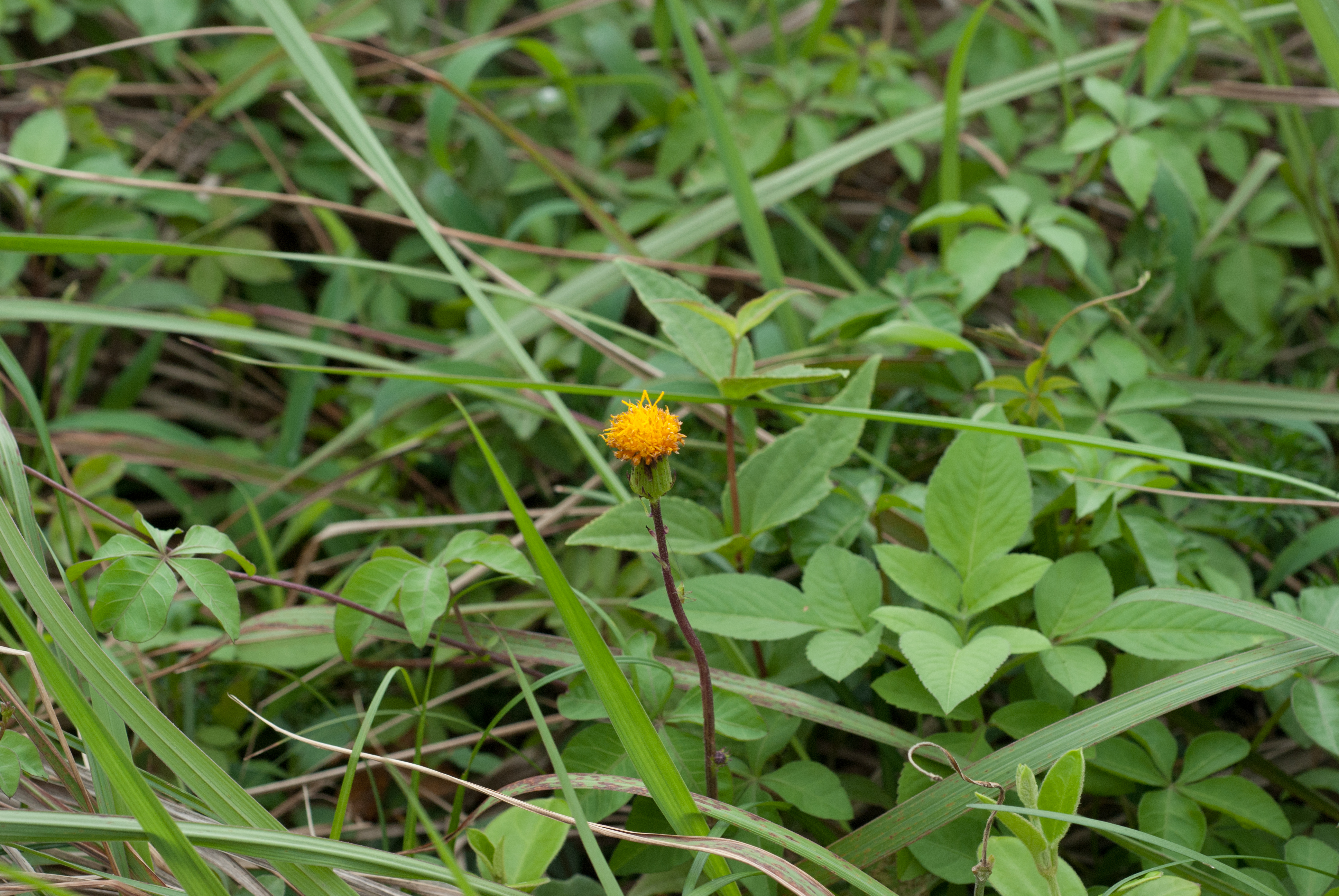
Il portamento
Gynura formosana

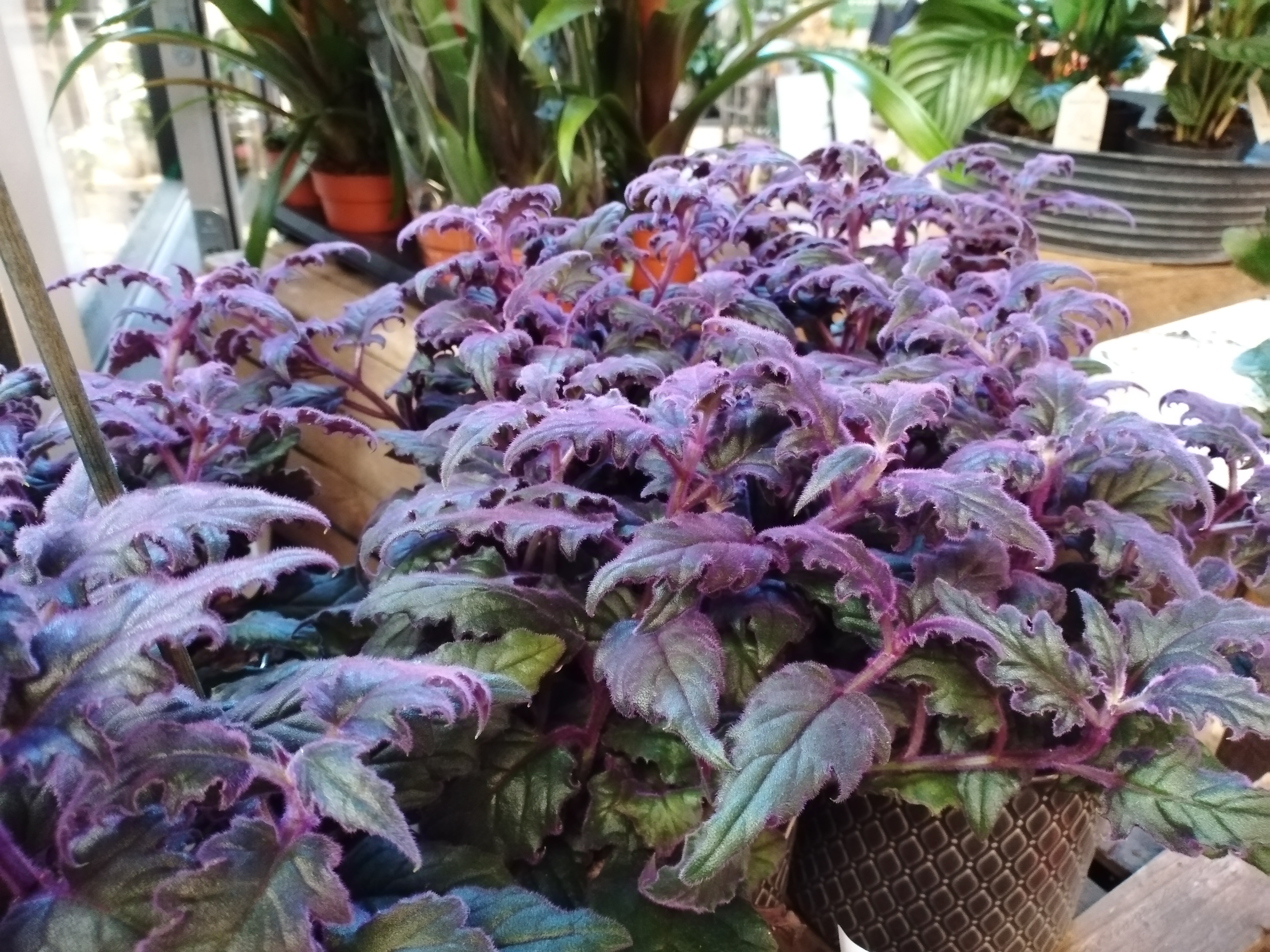
Le foglie
Gynura aurantiaca

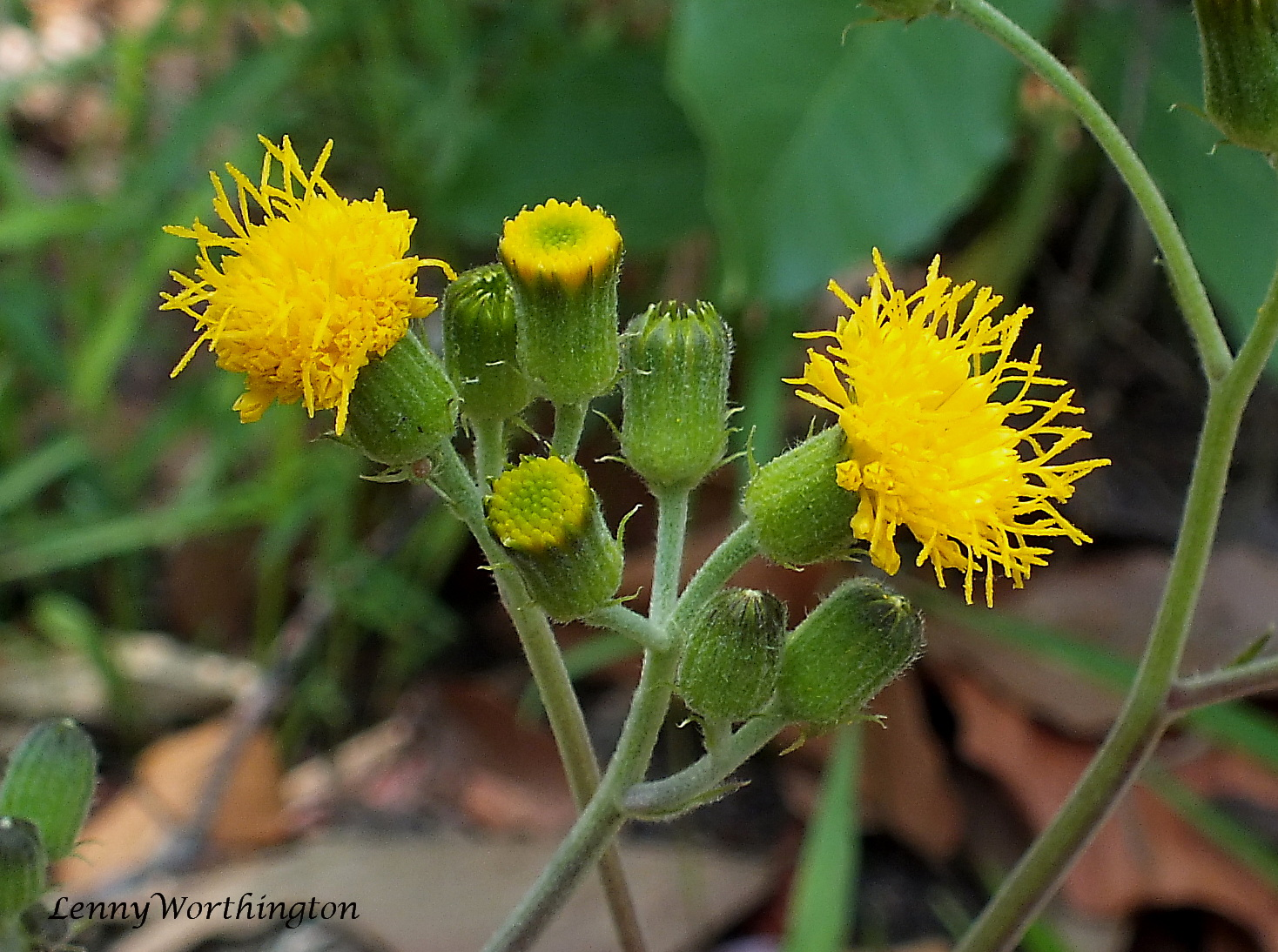
Infiorescenza
Gynura pseudochina

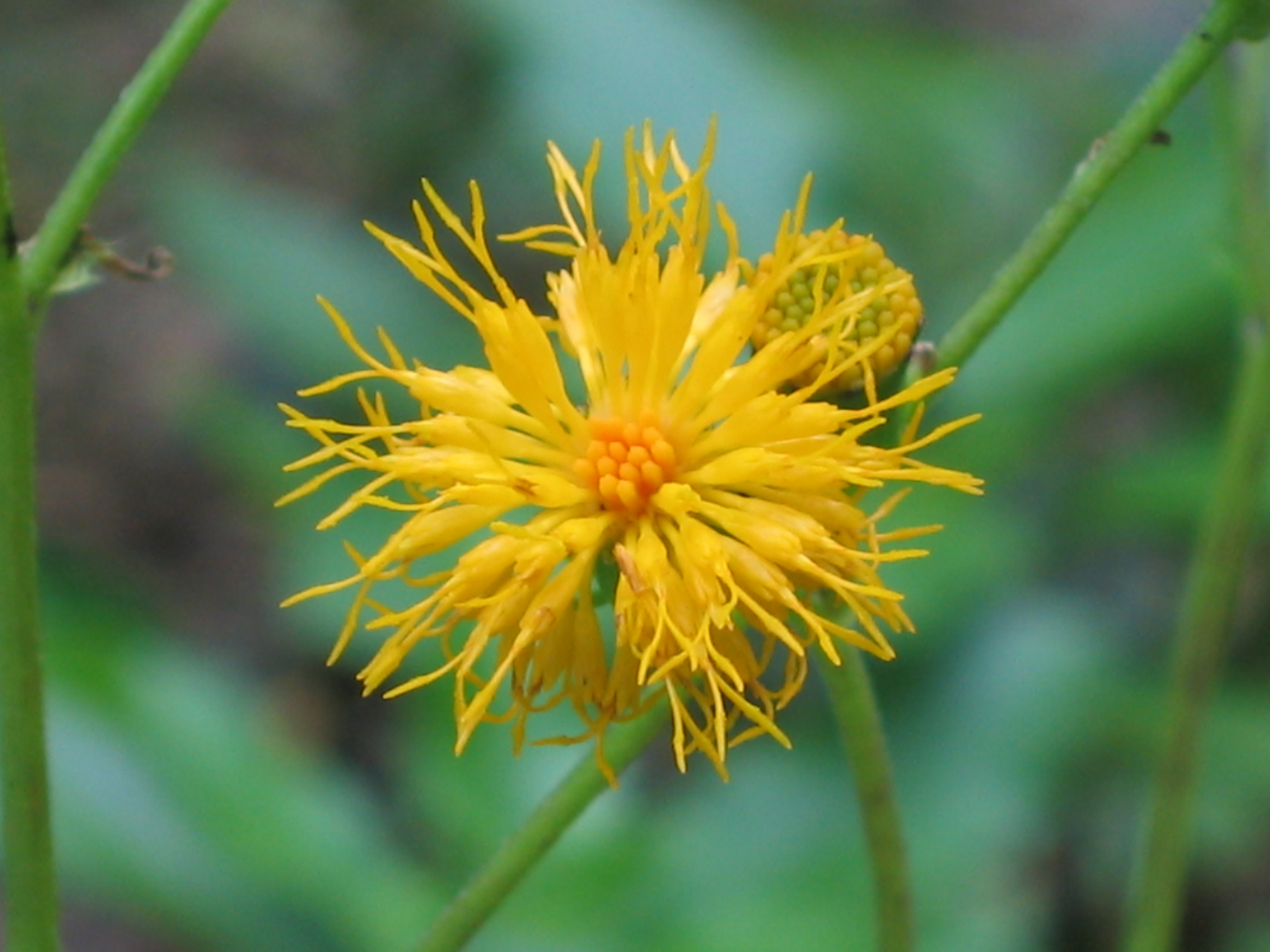
I fiori
Gynura divaricata

Habitus. Le specie di questo genere hanno un habitus di tipo erbaceo perenne che subarbustivo. Le superfici delle piante possono essere sia glabre che pubescenti per peli semplici o ispidi o vellutati. Queste piante contengono ossalto di calcio; in particolare sotto forma di cristalli drusiformi. Altezza media delle piante: 20 – 100 cm.
Radici. Le radici in genere sono secondarie da rizoma e possono essere fibrose o tuberose. I rizomi sono striscianti o legnosi.
Fusto. La parte aerea è eretta o arrampicante; semplice o ramosa.
Foglie. Le foglie cauline, disposte in modo alternato, sono picciolate o sessili (quelle superiori). La forma della lamina è intera oppure può essere da lobata o variamente sezionata (pennatifida); i contorni variano da ovati o ellittici a rombici oppure sono oblanceolati o lanceolati fino a lineari. I margini sono interi o dentati o seghettati. La consistenza della foglia spesso è coriacea a volte subsucculenta. Una sottile peluria dà alle foglie una caratteristica colorazione purpurea.
Infiorescenza. Le sinflorescenze sono composte da più capolini (ma anche uno solo) organizzati in formazioni corimboso-panicolate. Le infiorescenze vere e proprie sono formate da un capolino terminale peduncolato di tipo discoide. Alla base dell'involucro (la struttura principale del capolino) può essere presente un calice formato da 3 - 8 brattee fogliacee. I capolini sono formati da un involucro, con forme da cilindriche a campanulate, composto da diverse brattee, al cui interno un ricettacolo fa da base ai fiori. Le brattee, da 8 a 13, sono disposte in modo embricato di solito su una sola serie e possono essere connate alla base. Il ricettacolo è nudo (senza pagliette a protezione della base dei fiori); la forma è piatta e a volte è alveolato. Diametro dell'involucro: 3 – 8 mm.
Fiori.  I fiori (da 30 a 80 per capolino) sono tetra-ciclici (formati cioè da 4 verticilli: calice – corolla – androceo – gineceo) e pentameri (calice e corolla formati da 5 elementi). Sono inoltre ermafroditi tubulosi e actinomorfi.
- Formula fiorale:

*/x K {\displaystyle \infty }, [C (5), A (5)], G 2 (infero), achenio
- Calice: i sepali del calice sono ridotti ad una coroncina di squame.
- Corolla: nella parte inferiore i petali della corolla sono saldati insieme e formano un tubo. In particolare le corolle dei fiori del disco centrale (tubulosi) terminano con delle fauci dilatate a raggiera con cinque lobi. I tubi sono più lunghi delle corolle; i lobi possono avere una forma da deltoide a triangolare-ovata. Il colore delle corolle è giallo, porpora, arancio, rosso o verdastro.
- Androceo: gli stami sono 5 con dei filamenti liberi. La parte basale del collare dei filamenti può essere dilatata. Le antere invece sono saldate fra di loro e formano un manicotto che circonda lo stilo. Le antere sono provviste di coda, ottuse alla base e a volte auricolate. La struttura delle antere è di tipo tetrasporangiato, raramente sono bisporangiate. Il tessuto endoteciale è radiale o polarizzato. Il polline è tricolporato (tipo "helianthoid").[12]
- Gineceo: lo stilo è biforcato con due stigmi nella parte apicale. Gli stigmi sono lineari con appendici allungate e papillate. Le superfici stigmatiche sono separate o parzialmente confluenti, oppure continue.  L'ovario è infero uniloculare formato da 2 carpelli. Le pareti dell'ovario possiede dei cristalli drusiformi.

Frutti. I frutti sono degli acheni con pappo. La forma degli acheni è ellittico-oblunga; la superficie è percorsa da 5 - 10 coste longitudinali (o angoli o nervature) e può essere glabra o talvolta pubescente. Possono essere presenti delle ali o degli ispessimenti marginali.Il carpoforo è indistinguibile oppure ha una forma anulare. Il pappo è formato da numerose setole (da 60 a 80) snelle, bianche, lisce o barbate. Il frutto ricorda da vicino il soffione.

## Biologia
Impollinazione: l'impollinazione avviene tramite insetti (impollinazione entomogama tramite farfalle diurne e notturne).
Riproduzione: la fecondazione avviene fondamentalmente tramite l'impollinazione dei fiori (vedi sopra).
Dispersione: i semi (gli acheni) cadendo a terra sono successivamente dispersi soprattutto da insetti tipo formiche (disseminazione mirmecoria). In questo tipo di piante avviene anche un altro tipo di dispersione: zoocoria. Infatti gli uncini delle brattee dell'involucro (se presenti) si agganciano ai peli degli animali di passaggio disperdendo così anche su lunghe distanze i semi della pianta. Inoltre per merito del pappo il vento può trasportare i semi anche a distanza di alcuni chilometri (disseminazione anemocora).

## Distribuzione e habitat
Le specie di questo genere sono distribuite in Africa (centrale), Asia (sud-orientale), Nuova Guinea e Australia (orientale). Altrove (in America) sono introdotte.

## Tassonomia
La famiglia di appartenenza di questa voce (Asteraceae o Compositae, nomen conservandum) probabilmente originaria del Sud America, è la più numerosa del mondo vegetale, comprende oltre 23.000 specie distribuite su 1.535 generi, oppure 22.750 specie e 1.530 generi secondo altre fonti (una delle checklist più aggiornata elenca fino a 1.679 generi). La famiglia attualmente (2021) è divisa in 16 sottofamiglie; la sottofamiglia Asteroideae è una di queste e rappresenta l'evoluzione più recente di tutta la famiglia.

### Filogenesi
Il genere di questa voce appartiene alla sottotribù Senecioninae della tribù Senecioneae (una delle 21 tribù della sottofamiglia Asteroideae). In base ai dati filogenetici la sottotribù, all'interno della tribù, occupa il "core" della tribù e insieme alla sottotribù Othonninae forma un "gruppo fratello".
I seguenti caratteri sono indicativi per la sottotribù:
- il portamento è molto vario (erbe, arbusti, liane, epifite, alberelli o alberi);
- le foglie sono sia basali che cauline disposte in modo alternato;
- sono presenti capolini sia radiati, disciformi o discoidi;
- le antere sono tetrasporangiate, raramente bisporangiate.

La struttura della sottotribù è molto complessa e articolata (è la più numerosa della tribù con oltre 1.200 specie distribuite su un centinaio di generi) e al suo interno sono raccolti molti sottogruppi caratteristici le cui analisi sono ancora da completare.
Il genere di questa voce fa parte del gruppo "Gynuroid clade" formato dai generi Gynura, Kleinia, Solanecio, dalla "Curio alliance" (generi: Curio, Baculellum e Delairea) e del "Senecio melastomifolius-S. meuselii clade". In particolare i tre generi Gynura, Kleinia, Solanecio, che formano un clade ben supportato, sono caratterizzati dalla presenza, al loro interno, di ossalto di calcio; in particolare sotto forma di cristalli drusiformi. In posizione "basale" a questo gruppo di generi si trova la "Curio alliance" (formano insieme un "gruppo fratello"). Il gruppo è inoltre imparentato, da un punto di vista filogenetico, al gruppo delle Adenostylinae o "Gruppo quadridentato" chiamato informalmente Adenostylinae (generi: Adenostyles, Caucasalia, Dolichorrhiza, Iranecio e Pojarkovia). Il cladogramma seguente mostra una possibile configurazione filogenetica di questo "supergruppo" delle Senecioninane.
|  | \| \| Solanecio \| \| \| \| \| \| Gynura \| \| \| \| |
|  |                                                      |
|  | Kleinia                                              |
|  |                                                      |
|  | Solanecio                                            |
|  |                                                      |
|  | Gynura                                               |
|  |                                                      |

|  | Solanecio |
|  |           |
|  | Gynura    |
|  |           |

|  | \| \| Solanecio \| \| \| \| \| \| Gynura \| \| \| \| |
|  |                                                      |
|  | Kleinia                                              |
|  |                                                      |
|  | Solanecio                                            |
|  |                                                      |
|  | Gynura                                               |
|  |                                                      |

|  | Solanecio |
|  |           |
|  | Gynura    |
|  |           |

|  | \| \| Solanecio \| \| \| \| \| \| Gynura \| \| \| \| |
|  |                                                      |
|  | Kleinia                                              |
|  |                                                      |
|  | Solanecio                                            |
|  |                                                      |
|  | Gynura                                               |
|  |                                                      |

|  | Solanecio |
|  |           |
|  | Gynura    |
|  |           |

|  | \| \| Solanecio \| \| \| \| \| \| Gynura \| \| \| \| |
|  |                                                      |
|  | Kleinia                                              |
|  |                                                      |
|  | Solanecio                                            |
|  |                                                      |
|  | Gynura                                               |
|  |                                                      |

|  | Solanecio |
|  |           |
|  | Gynura    |
|  |           |

|  | \| \| Solanecio \| \| \| \| \| \| Gynura \| \| \| \| |
|  |                                                      |
|  | Kleinia                                              |
|  |                                                      |
|  | Solanecio                                            |
|  |                                                      |
|  | Gynura                                               |
|  |                                                      |

|  | Solanecio |
|  |           |
|  | Gynura    |
|  |           |

|  | \| \| Solanecio \| \| \| \| \| \| Gynura \| \| \| \| |
|  |                                                      |
|  | Kleinia                                              |
|  |                                                      |
|  | Solanecio                                            |
|  |                                                      |
|  | Gynura                                               |
|  |                                                      |

|  | Solanecio |
|  |           |
|  | Gynura    |
|  |           |

|  | \| \| Solanecio \| \| \| \| \| \| Gynura \| \| \| \| |
|  |                                                      |
|  | Kleinia                                              |
|  |                                                      |
|  | Solanecio                                            |
|  |                                                      |
|  | Gynura                                               |
|  |                                                      |

|  | Solanecio |
|  |           |
|  | Gynura    |
|  |           |

|  | \| \| Solanecio \| \| \| \| \| \| Gynura \| \| \| \| |
|  |                                                      |
|  | Kleinia                                              |
|  |                                                      |
|  | Solanecio                                            |
|  |                                                      |
|  | Gynura                                               |
|  |                                                      |

|  | Solanecio |
|  |           |
|  | Gynura    |
|  |           |

I caratteri distintivi per le specie del genere  Gynura sono:
- il portamento del genere è sia erbaceo che arbustivo;
- le foglie variano da subsucculente a coriacee;
- i capolini sono sia solitari che raccolti in sinflorescenze corimbose-panicolate;
- l'involucro è provvisto di un calice basale esterno;
- i bracci dello stilo sono provvisti di appendici allungate.

Il numero cromosomico delle specie è: 2n = 10, 20, 22, 34 e 40.

### Specie del genere
Il genere comprende 54 specie. Tra le specie più note troviamo Gynura aurantiaca, ricoperta da un'elegante e vellutata peluria di color viola. Tuttavia, la chiamata aurantica per i suoi fiori arancioni. È una pianta pendente con foglie semisucculente. Viene utilizzata come pianta ornamentale, bisognosa di molta luce affinché le sue parti possano sviluppare la tipica colorazione (anche se è sensibile al sole battente). Tenuta in vaso, viene messa al riparo dai rigori invernali nella cattiva stagione. Si tratta di una pianta conosciuta, dato che facile da coltivare e che non richiede molta concimazione;

## Giardinaggio
Queste piante si moltiplicano facilmente per talea.